# آكي رونين
آكي رونين (بالفنلندية: Aki Rahunen) مواليد 24 ديسمبر 1971 في هلسنكي، هو لاعب كرة مضرب فنلندي سابق وكان يلعب باليد اليمنى. أعلى تصنيف له في الفردي كان المركز الـ 57 في سنة 1990.

## الألقاب

### الفردي: (1)
| الرقم | Year | الدورة        | الأرضية | الخصم في النهائي | النقاط في النهائي |
| ----- | ---- | ------------- | ------- | ---------------- | ----------------- |
| 1.    | 1989 | هانكو، فنلندا | ترابية  | أندريس فيساند    | 6–2, 6–0          |

## روابط خارجية
- آكي رونين على موقع رابطة محترفي التنس (الإنجليزية)
- آكي رونين على موقع الاتحاد الدولي لكرة المضرب (الإنجليزية)
- آكي رونين على موقع كأس ديفيز (الإنجليزية)
- آكي رونين على موقع خلاصة التنس.كوم (الإنجليزية)